# On Tour
On Tour är ett musikalbum med den jamaicanske reggaesångaren Horace Andy (född 1951). För första gången spelar han nästan alla instrument själv.
Horace Andys samarbete med Massive Attack under 1990-talet förvandlade honom från en ganska okänd första generationens reggaeartist till en av ikonerna från 1970-talet, jämförbar med Max Romeo, Sugar Minott, och Dennis Brown. Albumet är till största delen inspelat och mixat i Kingston 2007, och stämningsläget rör sig mellan Must Surrender i Sly & Robbie's tuffa disco-stil till den ettrigare Dance Hall Music. Även om On Tour inte är av samma standard som Andys bästa album, och trots att det inte innehåller absoluta reggaehits som "Skylarking", har den snart 60-åriga sångaren kvar sin unika karakteristiskt söta och själfulla röst även på detta album.
http://www.guardian.co.uk/music/2008/apr/25/urban1

## Track listing
1. Must Surrender
2. On Tour
3. We Wanna Go Home
4. Back Against the Wall
5. Take My Love
6. Zion High
7. Chained to My Heart
8. Fire a Go Burn Dem
9. Don't Break My Heart
10. Dance Hall Music
11. Can't Fool the Youths